# Marcel Perruchoud
Marcel Perruchoud, né le 14 décembre 1920 à Chalais (Valais) et mort le 9 décembre 1983, est un joueur de football français.

## Carrière
Il joue au Stade de Reims en 1945-1946.
De 1946 à 1948, il joue en Division 2 française, à l'AS Troyes.
Il est dans l'effectif colmarien pour la saison 1948-1949. En division 1, il joue 23 matchs, marquant 6 buts.
Après le dépôt de bilan du club, il fait partie des joueurs suivant l'entraîneur Charles Nicolas au RC Strasbourg. Il y reste deux ans, jouant 40 matchs et marquant 12 buts.
Au cours de la saison 1950-1951, il part jouer au FC Metz, alors en D2. Il est présent dans 13 matchs, et marque 4 fois. Metz de retour en D1, il est mis de côté, ne jouant plus qu'un match, pour un but.
Aussi, au cours de la saison 1951-1952, il va jouer à Grenoble, en D2. Il finit sa carrière à Fécamp.
De novembre 1952 à 1956, durant quatre saisons, il est l'entraîneur-joueur du RC Lons-le-Saunier.